# Koeweits voetbalelftal in 2011
Het Koeweits voetbalelftal speelde in totaal 23 interlands in het jaar 2011, waaronder zeven wedstrijden in regionale toernooien. De groepsfase van de Azië Cup 2011 werd niet overleefd – hetgeen een verrassing was, daar de regionale toernooien in het voorgaande jaar werden gewonnen. Na het voorjaar, waarin het Koeweits elftal driemaal verloor en tweemaal gelijkspeelde, herstelde het zichzelf, onder meer met een 6–0 overwinning op Libanon. In december werd vervolgens de derde plaats behaald op de Pan-Arabische Spelen. De selectie van Koeweit stond gedurende 2011 onder leiding van de Serviër Goran Tufegdžić. Op de FIFA-wereldranglijst handhaafde Koeweit zich in 2011 op de 99ste positie (januari en december 2011).

## Balans
| Wedstrijden | Wedstrijden | Wedstrijden | Wedstrijden | Doelpunten | Doelpunten | Doelpunten |
| Gespeeld    | Winst       | Gelijk      | Verlies     | Voor       | Tegen      | Saldo      |
| ----------- | ----------- | ----------- | ----------- | ---------- | ---------- | ---------- |
| 23          | 10          | 6           | 7           | 31         | 20         | +11        |

## Interlands
| Azië Cup 2011 |
| ------------- |

|                                                    |         |                                      |       |                                                                                      |
| 8 januari Azië Cup 2011 Groep A «onderlinge duels» | Koeweit | 0 – 2                                | China | Jassim bin Hamadstadion, Doha Toeschouwers: 7.423 Scheidsrechter: Ben Williams (AUS) |
| 8 januari Azië Cup 2011 Groep A «onderlinge duels» |         | 58' Linpeng Zhang 67' Zhuoxiang Deng |       | Jassim bin Hamadstadion, Doha Toeschouwers: 7.423 Scheidsrechter: Ben Williams (AUS) |

|                                                     |                                         |       |                            |                                                                                         |
| 12 januari Azië Cup 2011 Groep A «onderlinge duels» | Oezbekistan                             | 2 – 1 | Koeweit                    | Jassim bin Hamadstadion, Doha Toeschouwers: 3.481 Scheidsrechter: Nawaf Shukralla (BHR) |
| 12 januari Azië Cup 2011 Groep A «onderlinge duels» | Maxim Shatskikh 41' Server Djeperov 65' |       | 49' (pen.) Bader Al-Muttwa | Jassim bin Hamadstadion, Doha Toeschouwers: 3.481 Scheidsrechter: Nawaf Shukralla (BHR) |

|                                                     |                                                         |       |         |                                                                                       |
| 16 januari Azië Cup 2011 Groep A «onderlinge duels» | Qatar                                                   | 3 – 0 | Koeweit | Jassim bin Hamadstadion, Doha Toeschouwers: 28.339 Scheidsrechter: Abdul Bashir (SIN) |
| 16 januari Azië Cup 2011 Groep A «onderlinge duels» | Bilal Mohammed 11' Mohamed Al-Sayed 16' Fábio César 86' |       |         | Jassim bin Hamadstadion, Doha Toeschouwers: 28.339 Scheidsrechter: Abdul Bashir (SIN) |

|  |  |  |  |  |  |  |  |  |

|                                                  |         |       |         |                           |
| 14 februari Vriendschappelijk «onderlinge duels» | Bahrein | 0 – 0 | Koeweit | Nationaal stadion, Manama |
| 14 februari Vriendschappelijk «onderlinge duels» |         |       |         | Nationaal stadion, Manama |

|                                               |                        |       |                    |                                     |
| 26 maart Vriendschappelijk «onderlinge duels» | Jordanië               | 1 – 1 | Koeweit            | Khalid bin Mohammedstadion, Sharjah |
| 26 maart Vriendschappelijk «onderlinge duels» | Abdel Fatah 23' (pen.) |       | 38' Hamad Al-Enezi | Khalid bin Mohammedstadion, Sharjah |

|                                               |                   |       |      |                                     |
| 29 maart Vriendschappelijk «onderlinge duels» | Koeweit           | 1 – 0 | Irak | Khalid bin Mohammedstadion, Sharjah |
| 29 maart Vriendschappelijk «onderlinge duels» | Hussein Al-Musawi |       |      | Khalid bin Mohammedstadion, Sharjah |

|                                             | |       |         |                                                                                       |
| 2 juli Vriendschappelijk «onderlinge duels» | Koeweit | 6 – 0 | Libanon | Camille Chamounstadion, Beiroet Toeschouwers: 0 Scheidsrechter: Andre El-Haddad (LIB) |
| 2 juli Vriendschappelijk «onderlinge duels» | Musaed Neda 24' Musaed Neda 34' Yousef Al-Sulaiman 54' Waleed Jumaa 62' Yousef Al-Sulaiman 68' Waleed Jumaa 78' |       |         | Camille Chamounstadion, Beiroet Toeschouwers: 0 Scheidsrechter: Andre El-Haddad (LIB) |

|                                             |                    |       |      |                                 |
| 6 juli Vriendschappelijk «onderlinge duels» | Koeweit            | 1 – 1 | Oman | Camille Chamounstadion, Beiroet |
| 6 juli Vriendschappelijk «onderlinge duels» | Yousef Al-Sulaiman |       |      | Camille Chamounstadion, Beiroet |

|                                              |      |                                   |         |                               |
| 13 juli Vriendschappelijk «onderlinge duels» | Irak | 0 – 2                             | Koeweit | Koning Abdullahstadion, Amman |
| 13 juli Vriendschappelijk «onderlinge duels» |      | 66' Fahad Shaheen 84' Hussein Ali |         | Koning Abdullahstadion, Amman |

|                                              |               |                     |         |                               |
| 16 juli Vriendschappelijk «onderlinge duels» | Saoedi-Arabië | 0 – 1               | Koeweit | Koning Abdullahstadion, Amman |
| 16 juli Vriendschappelijk «onderlinge duels» |               | 69' Bader Al-Muttwa |         | Koning Abdullahstadion, Amman |

|                                                              |                                                            |       |            | |
| 23 juli Kwalificatie WK 2014 Tweede ronde «onderlinge duels» | Koeweit                                                    | 3 – 0 | Filipijnen | Mohammed Al-Hamadstadion, Koeweit-Stad Toeschouwers: 20.000 Scheidsrechter: Mohammad Abu Loum (JOR) |
| 23 juli Kwalificatie WK 2014 Tweede ronde «onderlinge duels» | Yousef Al-Sulaiman 16' Musaed Neda 68' Fahad Al-Ansari 84' |       |            | Mohammed Al-Hamadstadion, Koeweit-Stad Toeschouwers: 20.000 Scheidsrechter: Mohammad Abu Loum (JOR) |

|                                                              |                       |       |                                       |                                                                               |
| 28 juli Kwalificatie WK 2014 Tweede ronde «onderlinge duels» | Filipijnen            | 1 – 2 | Koeweit                               | Rizalstadion, Manilla Toeschouwers: 13.800 Scheidsrechter: Liu Kwok Man (HKG) |
| 28 juli Kwalificatie WK 2014 Tweede ronde «onderlinge duels» | Stephan Schröck 45+2' |       | 63' Yousef Al-Sulaiman 85' Waleed Ali | Rizalstadion, Manilla Toeschouwers: 13.800 Scheidsrechter: Liu Kwok Man (HKG) |

|                                                  |         |       |             |                                |
| 10 augustus Vriendschappelijk «onderlinge duels» | Koeweit | 0 – 0 | Noord-Korea | Al Kuwaitstadion, Koeweit-Stad |
| 10 augustus Vriendschappelijk «onderlinge duels» |         |       |             | Al Kuwaitstadion, Koeweit-Stad |

|                                                  |                          |       |         |                              |
| 27 augustus Vriendschappelijk «onderlinge duels» | Oman                     | 1 – 0 | Koeweit | Sultan Qaboosstadion, Masqat |
| 27 augustus Vriendschappelijk «onderlinge duels» | Husain Ali Al-Hadhri 65' |       |         | Sultan Qaboosstadion, Masqat |

|                                                             |                                        |       |                                                                  |                                                                                      |
| 2 september Kwalificatie WK 2014 Groep B «onderlinge duels» | Verenigde Arabische Emiraten           | 2 – 3 | Koeweit                                                          | Sjeik Zayidstadion, Abu-Dhabi Toeschouwers: 8.715 Scheidsrechter: Muhsen Basma (SYR) |
| 2 september Kwalificatie WK 2014 Groep B «onderlinge duels» | Ismail Al-Hammadi 84' Ahmad Khalil 89' |       | 7' Yousef Al-Sulaiman 51' Bader Al-Muttwa 65' Yousef Al-Sulaiman | Sjeik Zayidstadion, Abu-Dhabi Toeschouwers: 8.715 Scheidsrechter: Muhsen Basma (SYR) |

|                                                             |                   |       |                   |                                                                                             |
| 6 september Kwalificatie WK 2014 Groep B «onderlinge duels» | Koeweit           | 1 – 1 | Zuid-Korea        | Al-Sadaqua Walsalamstadion, Koeweit Toeschouwers: 20.000 Scheidsrechter: Mohsen Torky (IRN) |
| 6 september Kwalificatie WK 2014 Groep B «onderlinge duels» | Hussain Fadel 54' |       | 9' Park Chu-Young | Al-Sadaqua Walsalamstadion, Koeweit Toeschouwers: 20.000 Scheidsrechter: Mohsen Torky (IRN) |

|                                                            |                                              |       |                                                  |                                                                                         |
| 11 oktober Kwalificatie WK 2014 Groep B «onderlinge duels» | Libanon                                      | 2 – 2 | Koeweit                                          | Camille Chamounstadion, Beiroet Toeschouwers: 30.000 Scheidsrechter: Masaaki Toma (JPN) |
| 11 oktober Kwalificatie WK 2014 Groep B «onderlinge duels» | Hassan Maatouk 15' Hassan Maatouk 86' (pen.) |       | 51' Musaed Neda 89' (e.d.) Mahmoud Baquir Younes | Camille Chamounstadion, Beiroet Toeschouwers: 30.000 Scheidsrechter: Masaaki Toma (JPN) |

|                                                 |         |                         |         |                                        |
| 4 november Vriendschappelijk «onderlinge duels» | Koeweit | 0 – 1                   | Bahrein | Mohammed Al-Hamadstadion, Koeweit-Stad |
| 4 november Vriendschappelijk «onderlinge duels» |         | 46' Mahmoud Abdulrahman |         | Mohammed Al-Hamadstadion, Koeweit-Stad |

|                                                             |         |                    |         | |
| 11 november Kwalificatie WK 2014 Groep B «onderlinge duels» | Koeweit | 0 – 1              | Libanon | Al-Sadaqua Walsalamstadion, Koeweit-Stad Toeschouwers: 20.000 Scheidsrechter: Valentin Kovalenko (UZB) |
| 11 november Kwalificatie WK 2014 Groep B «onderlinge duels» |         | 57' Mahmoud El-Ali |         | Al-Sadaqua Walsalamstadion, Koeweit-Stad Toeschouwers: 20.000 Scheidsrechter: Valentin Kovalenko (UZB) |

| Pan-Arabische Spelen 2011 |
| ------------------------- |

|                                                             |      |                                                 |         |                                                                                              |
| 14 december Pan-Arabische Spelen Groep B «onderlinge duels» | Oman | 0 – 2                                           | Koeweit | Ahmed bin Alistadion, Al-Rayyan Toeschouwers: 10.000 Scheidsrechter: Mohammad Abu Loum (JOR) |
| 14 december Pan-Arabische Spelen Groep B «onderlinge duels» |      | 81' Yousef Al-Sulaiman 90+2' Yousef Al-Sulaiman |         | Ahmed bin Alistadion, Al-Rayyan Toeschouwers: 10.000 Scheidsrechter: Mohammad Abu Loum (JOR) |

|                                                             |               |                                                 |         |                                                                                           |
| 17 december Pan-Arabische Spelen Groep B «onderlinge duels» | Saoedi-Arabië | 0 – 2                                           | Koeweit | Ahmed bin Alistadion, Al-Rayyan Toeschouwers: 10.000 Scheidsrechter: Redouane Jiyed (MAR) |
| 17 december Pan-Arabische Spelen Groep B «onderlinge duels» |               | 45+1' Ali Al-Kandari 85' (pen.) Bader Al-Muttwa |         | Ahmed bin Alistadion, Al-Rayyan Toeschouwers: 10.000 Scheidsrechter: Redouane Jiyed (MAR) |

|                                                                  |         |                                             |          |                                                               |
| 20 december Pan-Arabische Spelen Halve finale «onderlinge duels» | Koeweit | 0 – 2 (n.v.)                                | Jordanië | Al-Gharafastadion, Doha Scheidsrechter: Djamel Haimoudi (ALG) |
| 20 december Pan-Arabische Spelen Halve finale «onderlinge duels» |         | 96' Abdallah Deeb 119' (pen.) Abdallah Deeb |          | Al-Gharafastadion, Doha Scheidsrechter: Djamel Haimoudi (ALG) |

|                                                                  |           |                                                                   |         |                                                                  |
| 22 december Pan-Arabische Spelen Troostfinale «onderlinge duels» | Palestina | 0 – 3 (n.v.)                                                      | Koeweit | Al-Gharafastadion, Doha Scheidsrechter: Mohamed Al-Zaroumi (UAE) |
| 22 december Pan-Arabische Spelen Troostfinale «onderlinge duels» |           | 92' Hussain Al-Moussawi 94' Fahad Al-Rashidi 119' Bader Al-Muttwa |         | Al-Gharafastadion, Doha Scheidsrechter: Mohamed Al-Zaroumi (UAE) |

|  |  |  |  |  |  |  |  |  |

## FIFA-wereldranglijst
| JAN | FEB | MAR | APR | MEI | JUN | JUL | AUG | SEP | OKT | NOV | DEC |
| --- | --- | --- | --- | --- | --- | --- | --- | --- | --- | --- | --- |
| 99  | 101 | 103 | 100 | 100 | 100 | 95  | 95  | 99  | 96  | 100 | 99  |

## Statistieken
| Nawaf Al-Khaldi       | 1981-05-25 | Qadsia SC     | 15 | 0 | 0 | 15 | 0 |
| Khalid Al-Rashidi     | 1987-04-20 | Al-Arabi      | 5  | 0 | 0 | 5  | 0 |
| Hamid Al-Qallaf       | 1987-08-10 | Al-Yarmouk    | 2  | 0 | 0 | 2  | 0 |
| Verdediging           |            |               |    |   |   |    |   |
| Amer Al-Fadhel        | 1988-04-21 | Qadsia SC     | 16 | 2 | 0 | 18 | 0 |
| Hussein Ali           | 1984-10-09 | Qadsia SC     | 13 | 1 | 2 | 14 | 2 |
| Fahad Shaheen         | 1985-02-26 | Kuwait SC     | 12 | 5 | 1 | 17 | 1 |
| Mohammad Al-Fadhli    | 1987-07-01 | Qadsia SC     | 10 | 1 | 0 | 11 | 0 |
| Musaed Al-Enezi       | 1983-07-08 | Al-Shabab     | 10 | 0 | 4 | 10 | 4 |
| Khalid Al-Qahtani     | 1985-02-16 | Qadsia SC     | 8  | 2 | 0 | 10 | 0 |
| Ahmad Al-Rashidi      | 1983-08-16 | Al-Arabi      | 6  | 4 | 0 | 10 | 0 |
| Yaqoub Al-Taher       | 1983-10-27 | Kuwait SC     | 7  | 1 | 0 | 8  | 0 |
| Ali Al-Maqseed        | 1986-12-11 | Al-Arabi      | 3  | 1 | 0 | 4  | 0 |
| Nasser Al-Wuhaib      | 1988-07-29 | Kazma SC      | 1  | 1 | 0 | 2  | 0 |
| Sultan Salboukh       | 1987-07-01 | Kazma SC      | 1  | 0 | 0 | 1  | 0 |
| Middenveld            |            |               |    |   |   |    |   |
| Waleed Jumah          | 1980-11-03 | Kuwait SC     | 16 | 2 | 3 | 18 | 3 |
| Talal Al-Amer         | 1987-02-22 | Qadsia SC     | 12 | 5 | 0 | 17 | 0 |
| Fahad Al-Ansari       | 1987-02-25 | Qadsia SC     | 12 | 4 | 1 | 16 | 1 |
| Jahra Al-Ataiqi       | 1981-10-15 | Kuwait SC     | 12 | 4 | 0 | 16 | 0 |
| Fahad Al-Enezi        | 1988-09-01 | Ittihad FC    | 9  | 5 | 1 | 14 | 1 |
| Abdulaziz Al-Misha'an | 1988-10-19 | Qadsia SC     | 5  | 8 | 0 | 13 | 0 |
| Saleh Al-Hendi        | 1982-05-29 | Qadsia SC     | 5  | 5 | 0 | 10 | 0 |
| Ali Al-Kandari        | 1985-03-12 | Kuwait SC     | 4  | 6 | 1 | 10 | 1 |
| Khaled Matar          | 1983-08-15 | Al-Arabi      | 3  | 1 | 0 | 4  | 0 |
| Abdulaziz Ashwan      | 1984-07-13 | Al Tadamun SC | 2  | 3 | 0 | 5  | 0 |
| Talal Al-Enezi        | 1985-11-10 | Al-Arabi      | 2  | 2 | 0 | 4  | 0 |
| Abdullah Al-Shamali   | 1988-01-18 | Al-Arabi      | 1  | 2 | 0 | 3  | 0 |
| Aanval                |            |               |    |   |   |    |   |
| Bader Al-Muttwa       | 1985-01-10 | Qadsia SC     | 19 | 2 | 5 | 21 | 5 |
| Yousef Al-Sulaiman    | 1990-10-09 | Kazma SC      | 15 | 1 | 9 | 16 | 9 |
| Hussein Al-Musawi     | 1988-07-11 | Al-Arabi      | 7  | 3 | 2 | 10 | 2 |
| Hamad Al-Enezi        | 1986-10-05 | Qadsia SC     | 5  | 4 | 1 | 9  | 1 |
| Fahad Al-Rashidi      | 1984-12-31 | Al-Arabi      | 4  | 4 | 1 | 8  | 1 |
| Ahmad Al-Azemi        | 1984-05-13 | Qadsia SC     | 1  | 2 | 0 | 3  | 0 |
| Khalid Al-Azemi       | 1986-01-01 | Kuwait SC     | 0  | 1 | 0 | 1  | 0 |